# 14942 Стівбейкер
14942 Стівбейкер (14942 Stevebaker) — астероїд головного поясу, відкритий 21 червня 1995 року.
Тіссеранів параметр щодо Юпітера — 3,134.